# Hannes Paul Schmid
Hannes Paul Schmid (* 19. November 1980 in Bruneck) ist ein ehemaliger italienischer Skirennläufer und stammt aus Terenten im Pustertal. Der Südtiroler trat (fast) ausschließlich in seiner Spezialdisziplin Slalom an.

## Biografie
Am 26. Dezember 1995 startete der Pustertaler seine internationale Skikarriere in Abtenau im Salzburger Land in einem FIS-Rennen im Riesenslalom, erreichte aber nicht das Ziel. Am 21. März 2001 wurde der Südtiroler Italienmeister im Slalom in Ponte di Legno. Noch im gleichen Jahr feierte Schmid sein Weltcupdebüt am 25. November 2001 in Aspen in Colorado im Slalom, wo er aber im ersten Lauf ausschied. Seine ersten Weltcup-Punkte holte der Mann aus Terenten schließlich in der Saison 2002/03 am 16. Dezember 2002 in Sestriere im Piemont in einem KO-Slalom mit Platz 28. In der gleichen Saison bestritt Schmid auch die 37. Alpinen Skiweltmeisterschaften 2003 in St. Moritz und erreichte im Slalom am 16. Februar 2003 nicht das Ziel.
In den nachfolgenden Saisonen holte der Pusterer immer wieder Weltcup-Punkte. In der Saison 2003/04 erreichte Schmid sein bestes Gesamtweltcupergebnis mit dem 95. Platz. In der gleichen Saison belegte er am 19. November 2003 beim Alpinen Nor-Am Cup in Winter Park in Colorado den 8. Platz im Slalom und kam in der Gesamtwertung auf Platz 91.
Am 24. Januar 2006 erzielte Schmid in Schladming in der Steiermark sein bestes Weltcupergebnis und fuhr im Nachtslalom zum ersten und einzigen Mal unter die "Top Ten" in einem Weltcuprennen. Nach dieser Saison erreichte er keine Weltcup-Punkte mehr. In der gleichen Saison startete er jedoch noch bei den XX. Olympischen Winterspielen 2006 von Turin, wo er am 25. Februar 2006 den 39. Platz im Slalom in Sestriere belegte.
Hannes Paul Schmid beendete seine Karriere als Skirennläufer im Jahr 2008, nachdem er bei den Italienmeisterschaften in Bardonecchia am 30. März 2008 in seinem letzten Slalom im ersten Lauf ausgeschieden war.
Schmid ist seit 2018, neben dem österreichischen Skirennläufer Manfred Pranger, Geschäftsführer der MH Immobilien Invest GmbH.

## Erfolge

### Olympische Spiele
- Turin 2006: 39. Slalom

### Weltcup
- Beste Einzelergebnisse:
  - Einmal Top 10: 10. Slalom
  - Zehnmal Top 30
- Bestes Gesamtergebnis:
  - Einmal Top 100: 95.

### Europacup
- Sechsmal Top 3: Slalom
- 19-mal Top 10: Slalom

### Nor-Am Cup
- Bestes Einzelergebnis:
  - Einmal Top 10: 8. Slalom
- Bestes Gesamtergebnis:
  - Einmal Top 100: 91.

### Weitere Erfolge
- 1 italienischer Meistertitel: Slalom 2001
- 7 Siege in FIS-Rennen